# 有村肯弥
有村 肯弥（ありむら こうや、1966年4月10日 - ）は、日本の舞台芸術作家、パフォーマンス・アーティスト、舞台演出家、舞台美術家、女優。
Et in terra pax主宰。鹿児島県鹿屋市出身。

## 略歴
1970年　4歳でファッションモデルとして初舞台を踏む。

1980年　14歳で鹿屋市教育委員会主宰「劇団かんな」に入団。県内唯一の新劇プロ劇団「風見鶏」のオーディションに史上最年少で合格。

1984年　地元FMラジオ局 C-BOY Station において、毎週日曜の音楽番組の企画とパーソナリティーを担当。 

・同年、単身で初の野外パフォーマンス『LIFE OF PERFORMANCE』を上演。
1985年　サウンド・パフォーマンス・ユニット「Field Works」を結成。
1986年　「有村肯也」名義で高取英主宰「月蝕歌劇団」に入団、4年間在籍。 他 J.A.シーザー演出・昭和精吾プロデュース公演2本に客演。
1990年　宮城聰プロデュース集団「Ku Na'uka theatre company」の創設に参加。2作品に出演。
1991年　杉本圭司と共にパフォーミング・アーツ・ユニット「Et in terra pax」を結成、主宰。
2001年　芸名を有村肯也から「有村肯弥」へ変更。マネージメント・プロダクション「マッシュ」に所属、本格的に芸能活動を開始。
2002年　若手クリエイターを率いて「毎回テーマを決め、他分野のアーティストやミュージシャンの総合的なディレクションを行い、そこに適宜パフォーマンスを折り込んで作品を創出」する、トータル・ディレクション・ユニット Et in terra pax<demi>を始動。インダストリアル＋ダブ・ユニットの大掛かりなLIVE演出2本を手がける。

・同年、日韓国民交流年記念事業 舞台公演『セイビアII』に出演。（於：韓国ソウル国立劇場）
2004年　ワークショップ『特化するフォルム』を開催、自身のメソッドを公開（レクチャーと実技）。（主催：Dance and Media Japan）
2005年　独自の世界観で演出をほどこした朗読主体作品の公演開始。

12月18日 ファンイヴェント『The Chronicle of 'Et in terra pax'~ Et in terra pax for fan ~』開催。同イヴェントで『序』（作・宮沢賢治）、『類推の魔』（作・S.マラルメ）を朗読。於：西新宿nipponeer 
2006年　マネージメント・プロダクション「マッシュ」との契約終了、フリーに。活動拠点を郷里へ移動。
2008年　東京都豊島区「明日館」にて『魂鎮め』（作・金井美恵子）を上演。
2010年　鹿屋市に俳優塾「Kanoya Actors Lab.」を創設、代表および塾長を務め、新人の指導・育成に取り組む。

11月 鹿児島市「お茶の美老園」CFに出演。
2011年　8月 地元 鹿屋市にて「Et in terra pax Reading presents『耳なし芳一』feat. SOUND＋DANCE＋GINGA」を上演。

10月 新作『Plant - Animal』初演。於：熊本市 早川倉庫（主催：熊本アートセンター）

12月 「お茶の美老園」CFに出演。
2012年「お茶の美老園」CFに出演。（6月まで）

10月 大分県竹田市「竹田アートカルチャー2012」へ招聘。碧雲寺にて『Et in terra pax reading ‘耳なし芳一’』を上演。
2013年　3月 鹿屋市にて「Et in terra pax Reading presents『Plant-Animal』を上演。

7月 大地真央出演の焼酎「宝酒造」60秒CM3本へ、クランクトップアクターとして全編協力。

8月 歌人 中島裕介が携帯電話の予測変換機能のみで詠歌した歌集『予測変換機能によるインプロヴィゼーション』のプロモーションVIDEO制作へ向けて抜粋した15首を、2パターンの朗読とエフェクトによる表現で計45音源制作。

9月 某音楽家とのコラボレーション作品へ向け、音源制作。

12月 2013年度卒業生を最後に俳優塾「Kanoya Actors Lab.」を閉講。
2014年　2月 自身のパフォーミング・アーツ・ユニット「Et in terra pax」の活動拠点を東京へ移す。

3月 腫瘍除去手術を受ける。
2017年　5月 「総合藝術茶房 喫茶茶会記」 (新宿区)に於いて、サウンド・アーティスト津田貴司と共に『螺旋境にて』（稲垣足穂）を上演。
2018年　腺腫様甲状腺腫発覚。休養期間に入る。
2019年　腺腫様甲状腺腫に加え、さらに群発頭痛、線維筋痛症、睡眠時無呼吸症候群を発症。激痛により、重篤かつ生命の危機的状況に陥る。療養継続。
2020年　加えてNSAIDs過敏症発覚。鎮痛剤・消炎剤、オピオイド、不眠治療薬等、すべての化学的薬剤が使用できない状態になり、ひたすら痛みに耐え、食事療法に徹する日々を過ごす。
2021年　闘病中にもかかわらず、音声SNS「Clubhouse」内にて『アート系の人達のClubhouse練習室』と『NET RADiO・ROSEHiPERS』という2つのTALK CLUBを始動。
2022年   12月22日 Kohya Arimura名義で楽曲『Love to Vision』(YouTube)とコンセプトノート(Et in terra pax BLOG)を発表。同時にコンセプチュアル・メディア・アートプロジェクト「Project《tmd》」開始。
2023年   1月1日 「Clubhouse」内『NET RADiO・ROSEHiPERS』再始動、「Project《tmd》」と連動。 

7月22日 YouTube内『Project《tmd》All music content』にて、合計8曲の [Official Audio] を公開。以降、毎月順次新曲をリリース。

9月4日 「Project《tmd》」への全参加楽曲をまとめたコンセプチュアル・メディアアート・アルバム『AMO ー Music from Project "tmd"』を各主要サブスクリプションサイトからデジタルリリース。（参加ミュージシャン8名）。
2024年   4月28日 ピアニスト／作曲家 橋本一子の『ワークショップ＆LIVE』へ参加。橋本のピアノ演奏＋ウィスパーVo.とのコラボレーションで短いパフォーマンスを行い、橋本本人と観客から絶賛を博す。

6月8日 特定非営利活動法人 日本次世代育成支援協会認定「心理カウンセラー」資格取得 

## 人物
幼少時より新劇に親しみ、中学高校と演劇部に所属する演劇少女だった。4歳からピアノを習う。小学6年生でYMOの影響によりバンド活動を始め、作曲楽理科・現代音楽専攻へ進学。演劇への熱意が捨て切れず在学中より演劇活動開始。劇団所属当時、ファッション誌『Olive』で舞台メイク講座を担当し、記者から「毎回ひと味違う役どころをこなしている」と評された。この頃、アルバイトで詩人・萩原朔太郎の曽孫の子守りを短期間している。自身が主宰する「Et in terra pax」では、ミクスト・メディアを用いてトータルなアート・ディレクションと独自の演技メソッドによる先進的な表現活動を行う。誕生石はダイヤモンド。日曜正午生まれ。気さくで真摯な性格により周囲の関係者・スタッフから人望が厚い。身体管理にシビアで一切酒類を摂らない。パフォーマンスは長谷川六、笠井叡、小林嵯峨、岩名雅記等、舞踏家から絶賛されており、90年代初期には和栗由紀夫ワークショップのアシスタントとして舞台上で手本を見せていた。女性でありながら男女どちらをもこなす演技力と中性的な雰囲気でコア・ファンの支持が高い。舞台・映画出演多数。
弟は音楽家・プロデューサー・作詞家・作曲家・アレンジャーの有村トモナリ。曽祖父は移動養蜂家の石踊永胤

## 受賞歴
- 2001年 カミング・スーン主催「NOTHING BUT FILMSワークショップ」最優秀演技者賞 受賞（参加者全65名中1位）

## 舞台・代表作
- ハムレット（1990年）Ku Na'uka theatre company　於：青山円形劇場
- サロメ（1991年）Ku Na'uka theatre company　於：下高井戸Method高井戸倶楽部
- セイビアⅡ（2002年）パフォーマンスパート　於：韓国 ソウル国立劇場（演出・プロデューサー 表博燿）

以下、Et in terra pax〈作品制作／主演〉
- 架空庭園の書（1992年）於：東京大学構内 駒場北ホール
- 脚韻前綴は死せり（1993年）於：東京大学構内 駒場北ホール
- [nóu rù:m]（1994年）於：渋谷SEED HALL[30]
- Out of sight,out of mind.（1995年）於：恵比寿EAST GALLERY
- Humidity of Transmission (転送の湿度) 建築家 隈研吾とのコラボレーション（1996年）於：代官山ヒルサイドフォーラム／富山展 富山市民プラザ [31]
- SEA HORSE（1997年）於：青山スパイラルホール
- evil（1999年）於：新宿パークタワーホール
- Freeda（2002年）於：新宿URGA
- ideen（2002年）於：渋谷NEST
- 耳なし芳一（2005年 東京都 みたか井心亭／2011年 鹿児島県 明照寺／2012年 大分県 碧雲寺）
- To freeze or not to freeze:...（2005年）於：静岡県 南豆製氷所跡地
- 魂鎮め（2008年）於：自由学園 明日館
- Plant-Animal（2011年 熊本県 早川倉庫／2013年 鹿児島県 Bottoms Up!）
- 螺旋境にて (2017年) 於：新宿 茶会記[32]

## 出演映画
- ASUKA! 花のあすか組（1988年）
- 猫耳 neko-mimi（1991年）
- 夢の続き（1993年）
- Dark Innocence（2001年）
- 愚連-GANG-1（2001年）
- CHAKRAS（2001年）
- 彼方此方（2001年）
- 奈落の太陽（2001年）
- delivery health（2002年）
- IDEEN（2002年）
- 陽気なギャングが地球を回す（2005年）

## 映像作品
- 2003年　
  - Dance and Media Japan主催「Dance and Media 2003 - ヨーロッパ、イスラエル、日本のヴィデオダンス上映 - 」へ『IDEEN』『Humidity of Transmission - video compilation』『[nóu rù:m] - video compilation』『脚韻前綴は死せり - video compilation』の4本のビデオ作品を出展（於：東京ドイツ文化センター ブリティッシュ・カウンシル 東京日仏学院 駐日イスラエル大使館）
  - Dance and Media Japan主催「Dance Video Clips 2003 ヨーロッパ、イスラエル、日本のビデオダンス」へ『IDEEN』『Humidity of Transmission - video compilation』 『[nóu rù:m] - video compilation』『脚韻前綴は死せり - video compilation』の4本のビデオ・コンピレーション作品を出展（於：ドイツ文化会館ホール）

- 2004年　
  - Dance and Media Japan主催「Dance Video Clips 2004 - ダンスをモチーフにしたビデオアートのエキシビジョン - 」へ『Humidity of Transmission - video compilation』を出展（於：アップリンク・ギャラリー）
  - Dance and Media Paris主催・日本文化会館パリ海外文化週間参加企画「Tokyo Zone4」へ『Humidity of Transmission』、『IDEEN』の2本の ビデオ・コンピレーション作品を出展（於：Divan du Monde）
  - モナコ公国Monaco Dance Forum主催・Dance and Media Japanコーディネイトによる特別上映作品として『Humidity of Transmission - video compilation』、ライブラリー登録作品として『IDEEN』の2本のビデオ・コンピレーションを出展（於：Salle Van Dongen）
  - Dance and Media Japan主催「Dance Video Clips 2004 - ダンスをモチーフにしたビデオアートのエキシビジョン - 」へ津田貴司、川本要、須佐岳彦、有村肯弥によるグループ「yuf」で製作したサウンド・インプロビゼーションと映像のビデオ作品『yuf』を出展（於：アップリンク・ギャラリー）

## 舞台演出
- 2002年
  - industrial+dub unit「C.H.C.system」のLIVE総合演出、パフォーマンス作品『Freeda（フリーダ）』を上演
  - industrial+dub unit「C.H.C.system」のLIVE総合演出、パフォーマンス作品『ideen（イデーエン）』を上演
- 2006年　カルチャースクール「エリートパフォーミング・アーツ・スタジオ」へ戯曲3本の演出　[33]

## 舞台美術
- 1997年 『ピクニック』(山崎広太 rosy Co.,ダンス公演) 於：青山スパイラルホール
- 1999年 『PICNIC』(山崎広太 rosy Co.,ダンス公演) 於：米国シカゴ公演

## 美術作品

### 出展
- 1996年 『Pipi』 於：青山スパイラル/エスプラナード　installation performance (『Join me !』展)

### 参加
- 2004年　芸術作家やなぎみわの映像作品『GLORIA & LEON』に主演（於：大阪サントリー・ミュージアム天保山）
企画展「夢みるタカラヅカ展 TAKARAZUKA: The Land of Dreams ─ 宝塚歌劇に魅了された芸術家、そして時代 ─」へ
同『GLORIA & LEON』展示（於：東京オペラシティアートギャラリー）
- 2005年　メディア・アーティスト八谷和彦＋NTTコミュニケーションズ科学基礎研究所感覚運動研究グループの前田太郎らによるメディア・アート・ユニット「ニュータイプ・テクノロジー ラボ」の作品『サイコ・コミュニケーターシステム』へ、ニュータイプ被験者モデルとして参加（於：大阪 サントリー・ミュージアム[天保山]）
- 2013年 9月 やなぎみわの映像作品『GLORIA & LEON』上映（於：京都国立近代美術館）
展覧会「映画をめぐる美術 ――マルセル・ブロータースから始める Reading Cinema, Finding Words: Art after Marcel Broodthaers」

## 音楽活動
- 1985年　Sound Performance Unit「Field Works」を結成、創作・ライヴ活動を行う
- 1987年　ニューウエーヴ系ユニット「GIRAFF」で現dipのヤマジカズヒデらと共にライブ活動を行う
- 同年　コネカバザール企画『東京CYBER PUNK DELAX』にテクノパンクバンド「アルルカン」で出演[34]
- 1988年　飴屋法水率いるM.M.M.企画制作カセットブック『M.M.M.SPECIAL』へ、ユニットバンド「KINDER OLYMPIC」で参加[35]
- 1992年　Altarnative Techno UNIT「LIBERATOR」に加入、ライブ活動と併せて93年アルファレコードプロデュースのコンピレーション・アルバム『Who's YMO?』へ参加。[36]
- 1995年 『Nemimi-ni OTO』 於：スフィアメックスホール　live performance (東京シーン95)
- 1996年 『GIG』 於：恵比寿EAST GALLERY　live performance (恵比寿International Film Festival)
- 2002年　小沢和史監督作品短編映画『IDEEN』へ、エンディング・テーマ『reverse(epilogue)』を提供
- 2023年　9月4日 コンセプチュアル・メディア・アート・アルバム『AMO ー Music from Project "tmd"』をデジタル・リリース